# Битва при Нехавенде
Битва при Нехавенде (араб. معركة نهاوند‎) — одно из крупнейших сражений во время войны между Арабским халифатом и Сасанидским государством, состоявшееся в 642 году в период арабского завоевания Ирана.

## Предыстория
После разгрома персидского войска при Кадисии в 636 году арабы захватили Месопотамию и в последующие годы были заняты покорением Джазиры и военными действиями в Армении и северной Сирии. Чтобы утвердиться на территории Ирака арабы создали две основные военные базы — в Куфе и Басре.
Сасанидский шахиншах Йездигерд III, бежавший после Кадисии в восточные районы страны, постепенно сумел укрепить свою власть в них. Для борьбы с арабами он стал собирать армию, которая концентрировалась у города Нехавенд, в центре Мидии. В сущности, это было не столько регулярное войско, сколько ополчение, собранное по призыву Йездигерда III из провинций, не подвергавшихся еще нашествию арабов. Кроме всадников шахиншаха, мидийцев и исфаханцев в Нехавенд прибыли отряды из Хорасана, Систана, Парса, прикаспийских провинций, а также ополчение белуджей из Кермана. Численность этой огромной армии источники определяют по-разному: в шестьдесят тысяч, сто тысяч, сто пятьдесят тысяч. Это неоднородное ополчение выступало под единым знаменем Кавиев.
Арабскому наместнику Куфы Сааду ибн Абу Ваккасу сообщили о сборах персидского войска, и Саад объявил о сборе арабских войск, предупредив об опасности халифа Омара. Халиф отправил на помощь куфийцам войска из Басры и других районов; командующим арабской армией был назначен один из сподвижников пророка Ну’ман ибн Мукаррин.

## Перед битвой
Мусульманская армия двинулась из Ирака через Хузистан по горной дороге в Мидию. Часть арабских отрядов, пройдя через Фарс, зашли к Нехавенду с юга и юго-востока, блокировав помощь персидскому войску из этих районов. Армия ан-Нумана остановилась в 12 км от Нехавенда, разбив лагерь в Тазаре.
Персидское командование придерживалось оборонительной тактики, ожидая противника и сосредоточив все силы в единый «кулак» для решающего сражения. Они соорудили укрепления в Вайхурде, близ Нехавенда. Для противодействия арабской коннице вокруг персидского лагеря были расставлены железные шипы. Пешие воины, как неоднократно упоминают об этом Балазури и Табари, были связаны между собой цепями в группы по пять-десять человек, чтобы исключить всякую возможность отступления.
Проведя разведку, арабы двинулись к Нехавенду, расположившись лагерем в 15-20 км от города. Со стороны иранцев была предпринята попытка договориться с арабами и побудить их оставить пределы Нехавенда. Однако переговоры зашли в тупик.

## Ход сражения
Стороны долго не переходили к активным боевым действиям. Иранцы успешно отстреливались из укреплений и не давали противнику возможности приблизиться к лагерю. Только когда арабы, прибегнув к хитрости, имитировали отход, иранцы вышли в открытое поле, и там стали происходить ожесточенные схватки, в которых обе стороны несли большие потери, но перевес не переходил ни к одной из армий. По сведениям источников сражение длилось 3-4 дня.
В последнем бою, в котором принимал прямое участие Ну’ман ибн Мукаррин, арабы одержали верх. Гибель командующего мусульманским войском осталась незамеченной в пылу битвы, арабы преследовали отступающего противника. Наибольший урон был нанесен персидской пехоте, которая была лишена возможности отступления, так как были связаны между собой цепями.
Остальная часть иранского войска укрылась в крепости, расположенной в двух фарсангах от Нехавенда, так как в городской крепости не оставалось для нее места. Предпочитая открытый бой осаде, часть иранского войска покинула стены крепости и были разбиты в поле отрядами мусульман.
Динар, один из родовитых иранцев и правитель округа Нехавенд, сдался на милость победителя и выговорил у мусульман охранную грамоту для себя и населения города. Нехавенд открыл ворота завоевателям. Арабы овладели большой добычей, в том числе сокровищами Нахвергана, одного из приближенных Хосрова [Парвиза?], спрятанными в храме огня.

## Результаты
Битва при Нехавенде стала последним крупным сражением Сасанидской державы. Поражение имело серьезные последствия для персов: крупная битва была проиграна не где-то на окраине государства, хотя и недалеко от столицы, а в глубине иранской территории, и это обстоятельство наносило тяжелый моральный ущерб национальному самосознанию. Разгромленные арабами и разрозненные части иранского ополчения, и местные правители не могли более договориться между собой об организации совместного сопротивления, и, по меткому замечанию Табари, «с того дня у них, то есть у персов, не было больше объединения, и население каждой провинции воевало со своими врагами у себя в провинции».
Части иранского войска, преследуемые мусульманами, отступили к Хамадану, расположенному в 14 фарсангах от Нехавенда. Их главнокомандующий попал в плен к арабам, а войско успело запереться в крепости. Пока завоеватели опустошали окрестные рустаки, иранские военачальники в крепости сочли более благоразумным заключить с ними мир, и этим сохранили за собой Хамадан и Дастабу.
Примеру Нехавенда и Хамадана последовало население всей Мидии, и скоро в этой части Сасанидской державы были заключены мирные договоры. Как сообщает Балазури, арабам удалось еще овладеть Динаваром, Масабаданом и Михраган-кадаком.
Шахиншах Йездигерд III уже не контролировал ситуацию над большей частью страны и вынужден был отступать далее на восток.